# Karolinenhöhe (Lichtenfels)
Karolinenhöhe ist ein Gemeindeteil der Stadt Lichtenfels im oberfränkischen Landkreis Lichtenfels in Bayern.

## Geografie
Die Einöde liegt etwa fünf Kilometer östlich von Lichtenfels auf einem Nordhang etwa 60 Meter oberhalb des Maintales. An dem Ort mit seinem Landgasthof führt eine Straße von Lichtenfels nach Trieb vorbei, die bis 1909 der Hauptverbindungsweg war.

## Geschichte
Im Jahr 1823 verfasste die bayerische Königin Karoline ein Schreiben zur Erinnerung an eine Durchreise über einen Aussichtspunkt mit Blick in die Täler von Main und Rodach, der bis dahin als „Kleine Waldspitze von Krappenberg“ bekannt war und nach 1813 bebaut wurde. Das Gebäude, seit 1855 als Gastwirtschaft bezeugt, erhielt 1827 den Namen Karolinenhöhe. Im Trieber Grundsteuerkataster ist im Jahr 1855 die Hausnummer 59, „Karolinenhoehe“, mit dem Wirt und Ökonom Josef Schuberth verzeichnet.
1862 erfolgte die Eingliederung von Karolinenhöhe, das seit 1818 zur Landgemeinde Trieb gehörte, in das neu geschaffene bayerische Bezirksamt Lichtenfels.
1871 hatte Karolinenhöhe 14 Einwohner und 6 Gebäude. Die zuständige katholische Kirche befand sich im 5,5 Kilometer entfernten Lichtenfels, die Schule im 0,5 Kilometer entfernten Trieb. 1900 zählte die Einöde ein Wohngebäude und sechs Einwohner. 1925 lebten sechs Personen in dem Wohngebäude. Die zuständige evangelische Pfarrei war im 5,0 Kilometer entfernten Michelau, die evangelische Schule im 3,7 Kilometer entfernten Schwürbitz. 1950 waren es zehn Einwohner und ein Wohngebäude.
Im Jahr 1970 und 1987 zählte Karolinenhöhe fünf Einwohner.
Am 1. Januar 1978 wurde Trieb mit dem Gemeindeteil Karolinenhöhe in die Stadt Lichtenfels eingegliedert.